# Inside of Emptiness
Inside of Emptiness es el cuarto álbum de una serie de seis discos publicados por John Frusciante desde junio de 2004 hasta febrero de 2005. El álbum cuenta con la colaboración de Josh Klinghoffer y Omar Rodríguez-López. El género musical del álbum se basa en rock junto con sintetizadores, los cuales, tienen un papel menor en la producción.

## Lista de canciones
Todas las canciones escritas por John Frusciante
1. "What I Saw" – 4:00
2. "The World's Edge" – 2:34
3. "Inside A Break" – 3:07
4. "A Firm Kick" – 4:33
5. "Look On" – 6:10
6. "Emptiness" – 3:34
7. "I'm Around" – 3:49
8. "666" – 4:53
9. "Interior Two" – 2:27
10. "Scratches" – 4:19